# Albert Buydens
Albert Louis Joseph Buydens (Brussel, 15 mei 1905 - onbekend) was een Belgisch zwemmer. Hij nam eenmaal deel aan de Olympische Spelen.

## Loopbaan
Buydens behaalde op de 100 m vrije slag een bronzen medaille op het Belgisch kampioenschap. Hij nam in 1924 als lid van het estafetteteam op de 4 x 200 m vrije slag deel aan de Olympische Spelen in Parijs. Hij werd uitgeschakeld in de reeksen.

## Familie
Buydens trouwde in 1928 met Suzanne Neuray, de dochter van Fernand Neuray, de eigenaar van La Nation Belge.. Hij scheidde van haar en trouwde nadien met Hannelore Marx, die na hun scheiding in 1953 als Anne Buydens trouwde met Kirk Douglas.

## Palmares

### 4 x 200 m vrije slag
- 1924: 3e in reeks OS in Parijs

### 100 m vrije slag
- 1923:  BK - 1.07,4